# Sandi Arčon
Sandi Arčon, slovenski nogometaš, * 6. januar 1991, Šempeter pri Gorici.
Arčon je profesionalni nogometaš, ki igra na položaju napadalca. Od leta 2023 je član italijanskega kluba Gemonese 1919. Pred tem je igral za slovenske klube Gorica, Adria, Brda in Koper, izraelski Ashdod, poljski Górnik Zabrze ter italijanske Brian Lignano, Campodarsego in Tamai. Skupno je v prvi slovenski ligi odigral 153 tekem in dosegel 18 golov. Bil je tudi član slovenske reprezentance do 17 let in do 21 let ter reprezentance B. 